# 安德罗提翁
安德罗提翁（英語：Androtion，前410年—前340年），雅典政治家，伊索克拉底门徒，反对德摩斯提尼及埃乌布卢斯与波斯结盟抵御马其顿的观点。同盟战争期间（公元前357年—公元前355年），他出使卡里亚，拜谒马乌所卢斯王；公元前355年，在一攻打波斯的备战委员会任职。公元前354年至公元前353年，他因违宪提案而被控，后被流放到麦加拉。他于此完成一部八卷本的《Atthis》（公元前343年）。

## 扩展阅读
- 本条目包含来自公有领域出版物的文本: Chisholm, Hugh (编). .  (第11版). London: Cambridge University Press. 1911.